# Памятник Рихарду Вагнеру (Лейпциг)
Памятник Рихарду Вагнеру (нем. Richard-Wagner-Denkmal) — открытый в 2013 году памятник в честь композитора Рихарда Вагнера в немецком городе Лейпциг в федеральной земле Саксония.
Задуманный ещё к столетию со дня рождения Вагнера в 1913 году, памятник был реализован, однако, лишь сто лет спустя скульптором Штефаном Балькенхолем (нем. Stephan Balkenhol, род. 1957); при этом был использован постамент незавершённого монумента по проекту Макса Клингера.

## Описание
Памятник расположен на Ринге Гёрделера (нем. Goerdelerring) — северо-западной стороне кольцевой улицы Ринг-штрассе в окружающем Внутренний город парке-променаде и установлен на высоком украшенном барельефами мраморном постаменте посреди широкой лестницы. На передней стороне постамента — обнажённые фигуры дочерей Рейна из «Кольца Нибелунга», которые вместе с тем символизируют музыку, поэзию и актёрское искусство; слева — Зигфрид, кузнец Миме и побеждённый дракон Фафнир; справа — Парсифаль из одноимённой оперы и Кундри. На постаменте возвышается 1,8 метровая бронзовая раскрашенная статуя молодого Рихарда Вагнера — указание на Лейпциг как место рождения и учёбы композитора. На заднем плане композицию доминирует четырёхметровая чёрная бронзовая плита, схематично в виде огромной отбрасываемой тени изображающая Вагнера в зрелом возрасте, и отсылающая не только к большой популярности музыки Вагнера и его неоднозначной репутации, но и цитирующая нереализованную скульптуру Макса Клингера.

## История

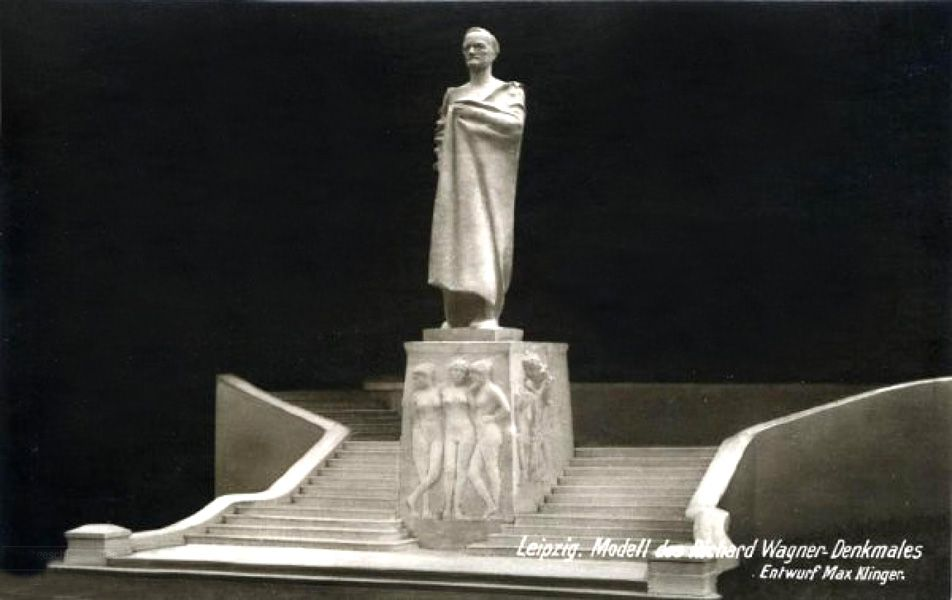
Изначальный проект памятника Вагнеру на открытке 1913 года

Идея возведения памятника Рихарду Вагнеру в Лейпциге оформилась ещё в 1883 году, когда несколько месяцев спустя после смерти композитора в городе сформировался памятный комитет, который начал собирать пожертвования и обсуждать возможное место установки монумента. После нескольких отвергнутых архитектурных предложений, в 1903 году комитет под руководством тогдашнего обербургомистра Бруно Трёндлина (1835—1908) обратился к призывом к населению города внести свою лепту в финансирование памятника и, кроме того, смог обеспечить участие в проекте известнейшего городского художника и скульптора Макса Клингера. Согласно первоначальному замыслу, четырёхметровая беломраморная фигура Вагнера, закутанного в чёрный спадающий тяжёлыми складками плащ наподобие римской тоги, должна была стоять на площади у Старого театра.

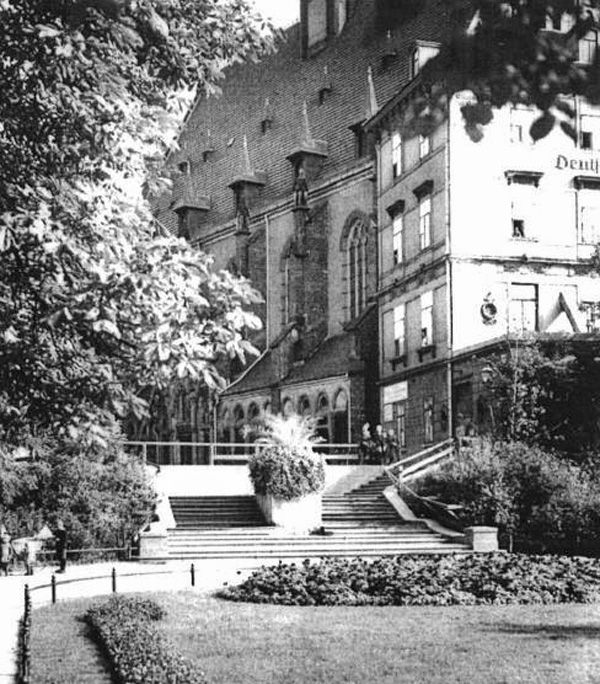
«Лестница Клингера» в 1913 году

Несмотря на активные подготовительные работы, в 1911 году Клингер представил новому обербургомистру Рудольфу Диттриху (1855—1929) переработанный план: фигура Вагнера высотой 5,3 метра, установленная на массивный украшенный рельефами мраморный блок, должна была бы занять центральное место на лестнице, соединявшей площади нем. Fleischerplatz на Ринг-штрассе и Matthäikirchhof в историческом центре города, продолжая традицию установки памятников в парке-променаде на Ринге. На специально расширенной для будущего монумента лестнице в 1913 году был, наконец, торжественно освящён закладной камень памятника. Окончательная реализация, однако, заставила себя ждать. Хотя в южном Тироле по заказу Клингера уже началась вырубка мраморных блоков, начало Первой мировой войны, последовавшие финансовые сложности и смерть Макса Клингера в 1920 году привели к фактически полной остановке проекта.
В 1924 году в Лейпциг всё же был доставлен постамент запланированного памятника, который — после его переработки Иоганном Хартманном (нем. Johannes Hartmann, 1869—1952) — был установлен в южной части парка Пальменгартен в так называемой «Роще Клингера» (нем. Klingerhain), где он оставался на протяжении последующих 80 лет.

### Национальный памятник Вагнеру
Накануне очередной юбилейной даты — столетия со дня рождения и пятидесятилетия со дня смерти Вагнера — было решено возвести новый памятник на новом месте, получивший вскоре статус «национального монумента», и исполнение которого было поручено Эмилю Хиппу (нем. Emil Hipp, 1893—1965). 6 марта 1934 года состоялась церемония закладки, в которой помимо обербургомиста Гёрделера принял участие и Адольф Гитлер. Десятилетие спустя монументальные мраморные фигуры и рельефы были готовы, однако в условиях военного времени они более не могли быть переправлены в Лейпциг. По окончании войны правительство города из-за идеологической «нагруженности» памятника отказалось принять и установить его, хотя работа Эмиля Хиппа была уже оплачена. О грандиозных планах 1930-х годов сегодня напоминает обширный регулярный сад нем. Richard-Wagner-Hain («Роща Рихарда Вагнера») с пергола и фонтаном вблизи от Спортивного форума по обоим берегам нем. Elsterstaubecken.

### Бюст Вагнера
К столетию со дня смерти Рихарда Вагнера в 1983 году в рамках «Дней Рихарда Вагнера в ГДР» в парке за зданием Оперного театра был поставлен бюст композитора, выполненный по эскизам Макса Клингера — единственный своевременно исполненный памятник Вагнеру в Лейпциге.

### Новый памятник на старом месте
В 2005 году лейпцигские почитатели творчества Вагнера высказались за завершение первого памятника на Ринге, образовав инициативу нем. Wagner-Denkmal-Verein e. V., в работе которого приняло активное участие и Общество Макса Клингера. На объявленный архитектурный конкурс было подано девять заявок, а победу в нём в 2011 году одержал проект Штефана Балкенхола. Балкенхол определил свою идею как парафраз первого памятника Клингера, хотя предложенная современная манера исполнения вызвала в Лейпциге ожесточённую дискуссию о ценности и границах современного искусства.
Между тем, в 2010 году была восстановлена снесённая в 1970-х годах лестница, в которую, как и предполагалось в изначальном проекте 1911 года, был встроен отреставрированный и перемещённый из Клингерхайна постамент первого памятника. Наконец, 22 мая 2013 года к двухсотлетнему юбилею со дня рождения Вагнера памятник композитору был торжественно открыт.